# Pływanie na Letnich Igrzyskach Olimpijskich 1904 – 50 jardów stylem dowolnym mężczyzn
Konkurencja pływacka 50 jardów stylem dowolnym na Letnich Igrzyskach Olimpijskich 1904 w Saint Louis odbyła się 6 września 1904 r. Uczestniczyło w niej 9 pływaków z 2 państw.

## Wyniki

### Półfinały
Trzech najlepszych pływaków z każdego półfinału awansowało do finału. Nazwiska uczestników, którzy nie zakwalifikowali się do następnego etapu są nieznane.

#### Półfinał 1
| Poz. | Zawodnik       | Wynik | Uwagi |
| ---- | -------------- | ----- | ----- |
| 1.   | Zoltán Halmay  | 29,6  | Q     |
| 2.   | Leo Goodwin    |       | Q     |
| 3.   | Raymond Thorne |       | Q     |
| 4.   | Nieznany       |       |       |
| 5.   | Nieznany       |       |       |

#### Półfinał 2
| Poz. | Zawodnik        | Wynik | Uwagi |
| ---- | --------------- | ----- | ----- |
| 1.   | Scott Leary     | 28,2  | Q     |
| 2.   | Charles Daniels |       | Q     |
| 3.   | David Gaul      |       | Q     |
| 4.   | Nieznany        |       |       |

### Finał
W finale sędziowie uznali, że Zoltán Halmay i Scott Leary przypłynęli na metę jednocześnie. Rozegrano więc wyścig barażowy, w którym zwyciężył Węgier.
| Poz. | Zawodnik        | Wynik     |
| ---- | --------------- | --------- |
| 1.   | Zoltán Halmay   | 28,2 28,0 |
| 2.   | Scott Leary     | 28,2 28,6 |
| 3.   | Charles Daniels |           |
| 4.   | David Gaul      |           |
| 5.   | Leo Goodwin     |           |
| 6.   | Raymond Thorne  |           |